# ピアノ協奏曲第1番 (スタンフォード)
ピアノ協奏曲第1番ト長調 作品59は、チャールズ・ヴィリアーズ・スタンフォードが1894年10月18日に完成させた ピアノ協奏曲。演奏時間は約38分

## 作曲の経緯、初演
イギリスのピアニストであるレオナード・ボーウィックのために書かれた。スタンフォード自身、19世紀の流行と対比して「明るく蝶のような」曲と評した同曲であったが、ついに出版されることはなかった。
初演は1895年3月27日にハンス・リヒターの指揮、ボーウィックの独奏で行われたが、プログラムがチャイコフスキーの悲愴交響曲とリヒャルト・ワーグナーの「トリスタンとイゾルデ」の「前奏曲とイゾルデの愛の死」の後だったため（さらに「タンホイザー」から「エリーザベトの挨拶」まであった）、スタンフォード曰く「七面鳥とコーンビーフをたっぷり平らげた後に出されたヴォローヴァンみたいなものだった。」という。曲は同年12月30日にベルリンで、また1897年にも再演されている。

## 楽曲構成
- 第1楽章 アレグロ・コモド
- 第2楽章 アダージョ・モルト
- 第3楽章 アレグロ・エ・ジョコーソ